# Associazione italiana per la terminologia
L'Associazione italiana per la terminologia (in sigla Ass.I.Term), è un'associazione scientifica e senza fini di lucro avente come scopo il collegamento degli organismi e delle persone interessate allo studio e alla diffusione dei linguaggi specialistici e settoriali. Essa dichiara di rivolgersi in particolare a pubblica amministrazione, università, enti di ricerca e di normazione, editoria, industria, scuole superiori per interpreti e traduttori e professionisti della traduzione e della documentazione.
Ass.I.Term è stata costituita a Roma il 19 novembre 1991. Il primo presidente è stato Giovanni Nencioni.
Il suo attuale consiglio scientifico, in carica dal 2013, è così composto: Roberto Guarasci, (presidente),Francesco Sabatini (presidente onorario), Claudio Grimaldi (segretario generale),  Giovanni Adamo, Federigo Bambi, Elisabetta Oliveri, Daniela Vellutino, Maria Teresa Zanola. 
Ass.I.Term collabora con vari enti e istituzioni italiani e internazionali.
- È membro di Realiter, la rete panlatina di terminologia.
- Fa parte dell'Associazione europea per la terminologia (AET, AFT).
- Collabora con l'Accademia della Crusca per la promozione del patrimonio terminologico dell'italiano.
- In collaborazione con il Lessico intellettuale europeo del CNR e con l'insegnamento di lessicografia e lessicologia dell'Università di Roma sostiene l'attività dell'Osservatorio neologico della lingua italiana, (Onli).
- Collabora con il Centre de Terminologia Termcat di Barcellona) per lo sviluppo di attività e prodotti di terminologia e neologia.
- Collabora con l'Unione latina.
- Contribuisce alla Rete di eccellenza dell'italiano istituzionale (REI).